# Roșia Montană
Roșia Montană é uma comuna romena localizada no distrito de Alba, na região histórica da Transilvânia. A comuna possui uma área de 41.61 km² e sua população era de 3398 habitantes segundo o censo de 2007.